# Matchroom Stadium
Matchroom Stadium är ett av flera sponsornamn som Brisbane Road, hemmaarena för fotbollslaget Leyton Orient från Östra London, haft genom åren.  Förutom Matchroom Stadium har Brisbane Road även haft namn som Breyer Group Stadium och Gaughan Group Stadium på senare år.
I juni 2025 fick arenan sponsornamnet BetWright Stadium. Trots alla namnbyten kallas dock arenan populärt fortfarande Brisbane Road (arenan ligger dessutom utmed gatan Brisbane Road).
När Leyton Orient flyttade till arenan 1937 hette den Osmond Road (en tvärgata utanför arenan bär samma namn). Publikrekordet är från 1964 då 34 345 åskådare kom för att se en FA-cup-match mellan Leyton Orient och West Ham United.
Tottenham Hotspur FC Women spelar sedan säsongen 2022/23 sina hemmamatcher på Brisbane Road.